# Волчанский район
Волча́нский райо́н (укр. Вовчанський район) — упразднённая в июле 2020 административная единица (административный район), расположенная в северо-восточной части Харьковской области на границе с Белгородской областью России. Административный центр — город Волчанск.

## Физико-географическая характеристика
По площади район занимает второе место в Харьковской области: его площадь составляет 1888,1 км² (6 % от общей территории области). В северо-восточной части района близ села Дегтярного находится самая северная точка Харьковской области.
Район размещается в северо-восточной части Харьковской области и соседствует с Великобурлукским (на востоке), Печенежским (на юге) и Харьковским (на западе) районами области, а также Шебекинским и Волоконовским районами Белгородской области Российской Федерации (на севере). Общая протяженность государственной границы с Россией составляет 117,5 км.
В геоморфологическом отношении большую часть территории района занимает Бурлуцкое плато, которое понижается на северо-запад (в долине Волчьей реки) и юго-запад (до долины реки Северский Донец). Территория района имеет равнинный характер, относится к Среднерусской лесостепной физико-географической провинции, лежит в недостаточно влажной, теплой агроклиматической зоне.

### Гидрология
По территории района протекает 13 рек и имеется 1 водохранилище. Основной водной артерией является река Северский Донец, правый приток реки Дон. В границах района она течёт на протяжении 42 км, из них 35 — в верхней части Печенежского водохранилища. В Северский Донец впадают реки: Волчья, Розрытая, Плотва, Хотомля, Польная, Старица и др. Есть небольшие озёра, болота и искусственные водоёмы (102 пруда с площадью водного зеркала 526,2 га) и верхняя и средняя части Печенежского водохранилища, построенного на реке Северский Донец. Общая площадь рек и водоёмов, включая Печенежское водохранилище, составляет 6361 га.

### Климат
Волчанский район находится в лесостепной зоне умеренного климата. Город стоит близ среднерусской возвышенности, поэтому имеет характерные климатические условия, которые отличаются наибольшей континентальностью по сравнению с соседними районами Харьковской области. Климат умеренно континентальный, обычно с мягкой зимой и длительным, жарким, порой засушливым летом. Годовая амплитуда температуры может достигать около 50 °C.
Суммарный годовой объём осадков — около 530 мм. Больше всего осадков приходится на июнь, июль, а также октябрь. Меньше всего на зимние месяцы. Устойчивый снежный покров может образовываться как в декабре, так и в январе, с каждым годом заметна тенденция к позднему снегу.
Таяние приходится в основном на конец марта, однако может быть и раньше, в зависимости от погодных условий.
Раз в несколько лет на реке Волчья образуется сильное половодье. Ледяной же покров держится в основном около двух месяцев.
| Показатель                                      | Янв. | Фев. | Март | Апр. | Май  | Июнь | Июль | Авг. | Сен. | Окт. | Нояб. | Дек. | Год |
| ----------------------------------------------- | ---- | ---- | ---- | ---- | ---- | ---- | ---- | ---- | ---- | ---- | ----- | ---- | --- |
| Абсолютный максимум, °C                         | 11   | 15   | 22   | 30   | 34   | 37   | 38   | 40   | 34   | 29   | 20    | 13   | 40  |
| Средний суточный максимум, °C                   | −2   | −2   | 4    | 14   | 21   | 24   | 27   | 26   | 19   | 12   | 4     | −1   | 12  |
| Средняя температура, °C                         | −2,5 | −3   | 0,5  | 9,5  | 15,5 | 19,0 | 21,5 | 20,5 | 14,5 | 8,0  | 1,0   | −2,5 | 8,5 |
| Средний суточный минимум, °C                    | −7   | −8   | −3   | 5    | 10   | 14   | 16   | 15   | 10   | 4    | −2    | −6   | 4   |
| Абсолютный минимум, °C                          | −28  | −28  | −23  | −8   | −1   | 3    | 9    | 6    | −3   | −8   | −19   | −31  | −31 |
| Норма осадков, мм                               | 37   | 34   | 34   | 33   | 50   | 63   | 65   | 43   | 48   | 50   | 42    | 34   | 533 |
| Источник: Рекорды и средние значения MSN Погода |      |      |      |      |      |      |      |      |      |      |       |      |     |

### Почвы
Почвенный покров разнообразный. Большую часть грунтового покрытия занимают черноземы глубокие (50 % площади района), типичные сильные почвы, царящие на водоразделах. В лесах преобладают черноземы деградированные, черноземы оподзоленные и темно-серые оподзоленные почвы (40 %), которые подверглись воздействию лесной растительности. Большинство почв, в основном, выщелоченные в связи с недостаточным количеством извести, с помощью которого фиксируется гумус в виде коллоида. Вдоль реки Северский Донец, на её правом берегу, простирается полоса дерно-подзолистых почв. Ширина этой полосы составляет примерно 5 километров. Как исключение, встречаются дерновые песчаные и супесчаные почвы. Долины рек характеризуется луговыми аллювиальными почвами в комплексе с солонцами и болотными почвами. В некоторых местах формирования почвы происходит на различных глинах и песчаниках.

### Флора
Общая площадь под лесами и лесными насаждениями составляет 29 тыс. га. Преобладающими породами являются дуб обыкновенный (74 % покрытой лесом площади) и сосна обыкновенная (23 %). Встречаются также насаждения липы сердцелистной, ясеня обыкновенного, березы повислой, белой акации обычной и видов тополя, ивы, вяза. Лесистость района — 16,6 % общей площади района. Процент природных и полуприродных территорий составляет 36,03.

## Объекты природно-заповедного фонда
В районе существует 9 территорий ПЗФ, в частности, 1 ботанический заказник общегосударственного значения Волчанский, все остальные природоохранные территории отнесены к объектам местного значения: 3 ландшафтных заказника, 2 — лесных, 1 — энтомологический заказник, а также 2 заповедных урочища. Общая площадь территорий и объектов ПЗФ составляет 3976,9 га, что составляет 2,11 % от всей территории района
.

## История
- К концу 1923 года, после осуществления административной реформы УССР, начатой 7 марта, на территории Волчанского уезда Харьковской губернии было образовано пять районов, в том числе и Волчанский, который с момента образования и по 1930 год входил в состав Харьковского округа.
- В 1920-х — начале 1930-х годов в районе и области прошла «волна» переименований[6]. значительной части населённых пунктов[7], в основном на левом (восточном) берегу Донца, в «революционные» названия — в честь Октябрьской революции, пролетариата, сов. власти, Кр. армии, Кр. интернационала профсоюзов, Сов. Украины, деятелей «демократического и революционного движения» (Т. Шевченко, Г. Петровского) и новых праздников (1 мая и др.[7]) Это приводило к путанице, так как рядом могли оказаться сёла с одинаковыми новыми названиями, которым зачастую давали названия «1-е» и «2-е» (Первое Советское, просто Советское и оно же Радянское; Первое, Второе, просто Октябрьское и оно же Жовтневое; Первое, Второе Красноармейское и оно же Червоноармейское; Первое, Второе и просто Шевченково; Украинка и Украинское (в честь УССР). Всего в 1930-х годах в большой Харьковской области, в которую входили нынешняя Сумская и Полтавская, одних Первомайских/Першотравневых было до тридцати[7]).
- В течение 1944—1946 годов были проведены значительные изменения в административно-территориальном делении отдельных областей, городских, поселковых и сельских советов. Для упорядочения вышеупомянутого в 1947 был издан справочник «Административное устройство Волчанского района», согласно которому по состоянию на 1 сентября 1946 года нынешний Волчанский район находился в границах непосредственно Волчанского и ныне не сохранившегося Старосалтовского района. При этом Волчанский район занимал площадь 1,3 тысячи км² и имел 38 сельсоветов, а Старосалтовский занимал площадь 0,5 тысячи км² и имел 13 сельсоветов[8].
- 4 января 1957 года к Волчанскому району была присоединена часть территории упразднённого Ольховатского района[9].
- Административные границы 2020 года район приобрел в 1966 году.[10].
- По состоянию на 1 января 1979 года Волчанский район занимал площадь 1,88 тысяч км², включая ликвидированный Старосалтовский район[10].
- В 2020 году в рамках «оптимизации» районов в Харьковской области Верховная Рада оставила семь районов (без данного).

17 июля 2020 года в рамках украинской административно-территориальной реформы по новому делению Харьковской области район был ликвидирован; его территория присоединена в основном к Чугуевскому району (вместе с Волчанском).

## Туризм
В Волчанском районе достаточно развит туризм. На берегах Печенежского водохранилища в районе Старого Салтова расположено несколько крупных санаториев и домов отдыха. Всего в 1992 году в Волчанском районе было 37 баз отдыха.
Красивая природа района, сосновые и смешанные леса в районе Волчьи и Северского Донца, раздольные поля и холмы, меловые горы располагают к пешим и велосипедным прогулкам.
Как Волчья, так и Северский Донец в районе Волчанска пригодны для купания. Купание на реке Северский Донец несколько ограничено, так как большая её часть огорожена.

## Достопримечательности
К историческим и культурным достопримечательностям района (их насчитывается более 150) принадлежит археологический музей-заповедник «Верхний Салтов» в районе села Верхний Салтов, в котором хранятся экспонаты салтовской культуры. Там насчитывалось 40 000 катакомб (по состоянию на 1966 год).
На территории района находится Мемориал и памятники героям, погибшим в годы Великой Отечественной войны.
Северскодонецкий ландшафтный заказник местного значения площадью 2531,0 га.

## Демография
Население района составляет на 1 января 2019 года — 45103 человек, в том числе городского населения — 27091 человек, сельское — 18012 человек.

## Административное устройство
В состав района входят:
- 1 город районного подчинения;
- 3 посёлка городского типа;
- 11 посёлков;
- 80 сёл.

Система местного самоуправления состоит из:
- 1 городского совета;
- 3 поселковых советов;
- 23 сельских советов.

### Местные советы
| Волчанский городской совет Белоколодезский поселковый совет Вильчанский поселковый совет Старосалтовский поселковый совет Волоховский сельский совет Волчанско-Хуторской сельский совет Гатищенский сельский совет Гонтаровский сельский совет Жовтневый Второй сельский совет Землянский сельский совет Ивановский сельский совет Котовский сельский совет Молодовский сельский совет Нестернянский сельский совет | Новоалександровский сельский совет Охримовский сельский совет Петропавловский сельский совет Польнянский сельский совет Революционный сельский совет Резниковский сельский совет Рубежненский сельский совет Старицкий сельский совет Хотомлянский сельский совет Червоноармейский Первый сельский совет Червоноармейский сельский совет Шестаковский сельский совет Юрченковский сельский совет |

#### Ликвидированные местные советы
Верхнесалтовский сельский совет

### Населённые пункты
| с. Аннополье с. Байрак пос. Бакшеевка пгт Белый Колодезь с. Бережное с. Березники с. Благодатное с. Бочково с. Бугаевка с. Бугроватка с. Бударки с. Бузово с. Варваровка (Жовтневый Второй с/с) с. Варваровка (Рубежненский с/с) с. Василевка пос. Веровка с. Верхний Салтов с. Верхняя Писаревка пгт Вильча пос. Вишнёвое с. Волоховка пос. Волоховское г. Волчанск с. Волчанские Хутора с. Гарбузовка с. Гатище с. Гонтаровка с. Графское с. Дегтярное с. Дедовка с. Замуловка с. Заречное | с. Захаровка с. Землянки пос. Земляной Яр с. Зыбино с. Ивановка с. Избицкое с. Караичное с. Кирилловка с. Котовка с. Красный Яр с. Круглое с. Лиман пос. Лозовая с. Лосевка с. Лошаково с. Лукашово с. Малая Волчья с. Металловка (б. Нетайловка) с. Молодовая с. Москалевка с. Нестерное с. Николаевка пос. Новоалександровка с. Огурцово с. Охримовка с. Паськовка с. Перковка с. Песчаное с. Петропавловка пос. Плетеневка с. Погорелое с. Покаляное | с. Польная с. Прилипка с. Радьково с. Резниково с. Рубежное с. Рыбалкино пос. Сердобино с. Середовка с. Симоновка с. Синельниково с. Сосновый Бор с. Старица пгт Старый Салтов пос. Тихое с. Томаховка с. Украинка с. Украинское с. Федоровка с. Хижняково с. Хотомля с. Хрипуны пос. Цегельное с. Чайковка с. Черняков с. Шабельное с. Шевченково с. Шевченково Первое с. Шестаково (б. Непокрытое) с. Шестеровка с. Широкое с. Юрченково |

#### Ликвидированные населённые пункты
| с. Бузово Второе пос. Вольное с. Деревенское | с. Максимовка с. Неждановка с. Родники | с. Соломенное (Ивановский с/с) с. Соломенное (Охримовский с/с) пос. Цюрупа |

## Транспорт
На территории района проходят автомобильные дороги областного значения Т-2108 по направлению Харьков-Волчанск-Плетеневка и Т-2104 по направлению в Харьков-Волчанск-Белый Колодезь-Приколотное-Ольховатка.

### Железная дорога

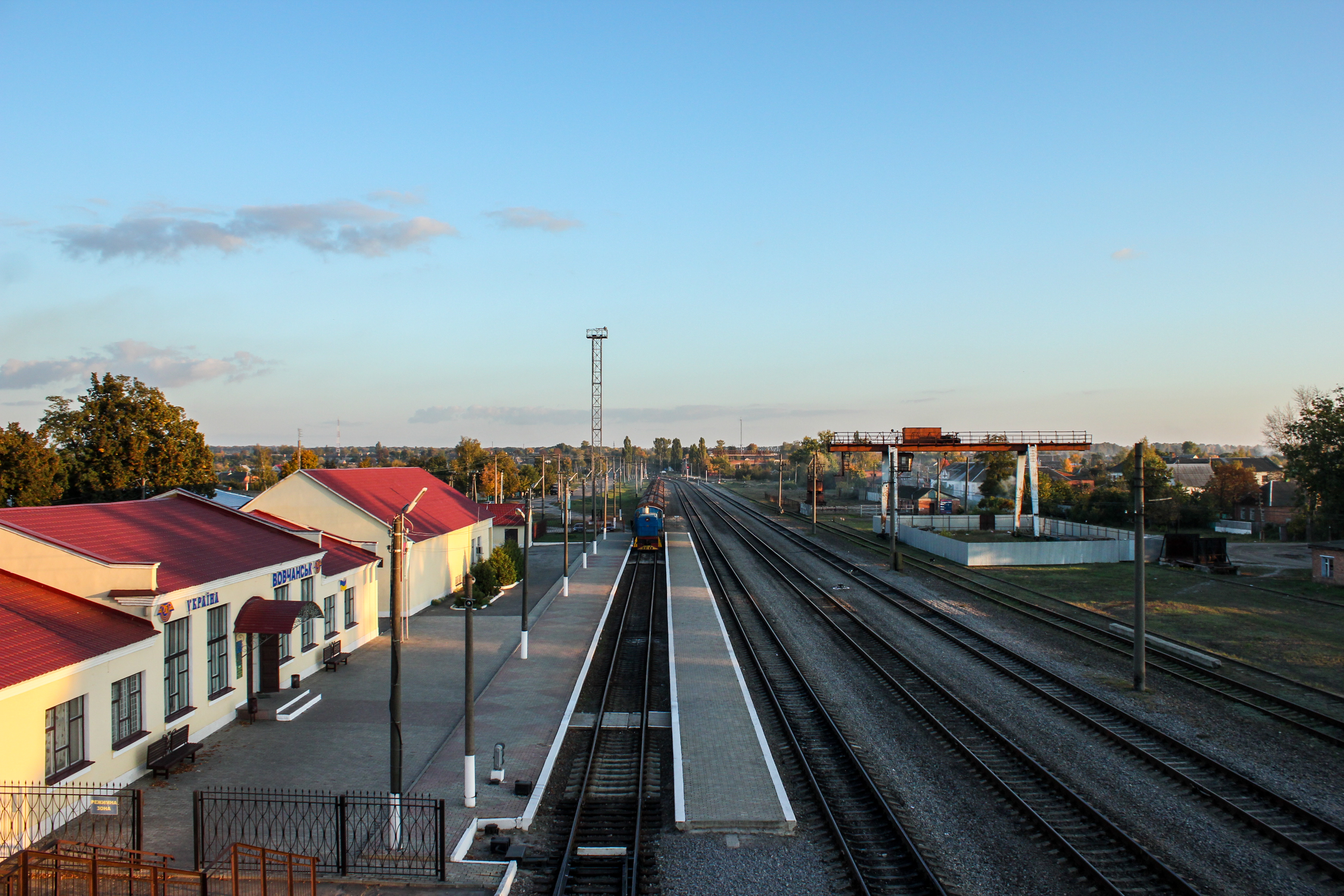
Железнодорожная станция

Волчанский район имеет 2 железнодорожные станции: в городе Волчанске и поселке городского типа Белый Колодезь. Обе станции расположены на неэлектрифицированном участке Волчанск-Купянск Южной железной дороги и входят в Купянскую дирекцию железнодорожных перевозок. В январе 2014 года было отменено железнодорожное сообщение с Белгородом, поэтому населенные пункты Волчанского района по железнодорожным путям соединены только с Великобурлуцким и Купянским районами Харьковской области.

### Автобусное сообщение
Из города Волчанска ходят два рейсовых автобуса по маршрутам «Волчанск» — «Землянки», и «Харьков» — «Пятницкое», есть автобусы в Белый Колодезь, Старицу.

## Достопримечательности
- Масютина гора[16]
- Салтовский яхт-клуб
- Печенежское водохранилище
- Пильнянское водохранилище
- Птичий заповедник между Верхним и Старым Салтовом
- Рубежанское охотхозяйство и заказник
- Графское (усадьба)
- Волчанское городище
- Салтовское городище[17]

## Известные люди
- Будянский, Василий Иванович (1942—2018) — заслуженный артист УССР, драматург, поэт, театральный актёр. Исследовал историю древней литературы, украинскую этнопедагогику.
- Мирошниченко, Евгения Семёновна (1931—2009) — оперная певица, народная артистка СССР (1965) и Украины, герой Украины, родилась в селе Радянское.
- Яковлев, Василий Данилович (1909—1980) — советский военачальник, вице-адмирал, родился в селе Белый Колодезь.